# Podogymnura aureospinula
Podogymnura aureospinula is een haaregel uit het geslacht Podogymnura.

## Kenmerken
P. aureospinula is een grote soort voor de onderfamilie. Het is de enige haaregel met een stekelige rugvacht. De vacht is bruinachtig, variërend van goudbruin op de rug tot bruingrijs op de buik. Een groot deel van het gezicht is bedekt met korte, dichte, stekelige vacht. De lippen zijn bedekt met een zeer korte witte of lichtbruine vacht. De snorharen zijn tot 55 mm lang en licht van kleur. De neus en de oren zijn groot en zien er naakt uit, maar de oren zijn bedekt met zeer korte, witte haren. De bovenkant van de voeten is bedekt met korte witte of lichtbruine haren, de onderkant is vrijwel naakt. Vrouwtjes hebben twee mammae op de borst en twee op de buik. De totale lengte bedraagt 249 tot 284 mm, de kop-romplengte 190 tot 211 mm, de staartlengte 59 tot 73 mm, de achtervoetlengte 39 tot 42 mm en de oorlengte 22 tot 26 mm (gebaseerd op twee exemplaren).

## Verspreiding
Deze soort komt voor op de Filipijnse eilanden Dinagat en Bucas Grande. De soort komt vrij algemeen in zowel primair als secundair regenwoud op Dinagat, maar er is maar weinig regenwoud over op Dinagat, zodat de soort als bedreigd wordt gezien. Over het voorkomen van deze soort op Bucas Grande is nog vrijwel niets bekend; de eerste publicatie hierover dateert van 2006. P. aureospinula is voor het eerst gevangen in 1972 en in 1982 beschreven. De soort verschilt zo sterk van de andere soort van het geslacht, de Filipijnse haaregel (P. truei) dat de ontdekkers overwogen om het dier uit Dinagat in een nieuw geslacht te plaatsen.
Podogymnura aureospinula · Filipijnse haaregel (Podogymnura truei)